# Wapen van Broek op Langedijk

Wapen van Broek op Langedijk

Het wapen van Broek op Langedijk werd op 15 juli 1818 door de Hoge Raad van Adel aan de Noord-Hollandse gemeente Broek op Langedijk verleend. Op 1 augustus 1941 werd Broek op Langedijk onderdeel van de nieuw opgerichte gemeente Langedijk. Het wapen van Broek op Langedijk is daardoor komen te vervallen. In het wapen van Langedijk zijn geen elementen uit het wapen van Broek op Langedijk overgenomen.

## Blazoenering
De blazoenering van het wapen luidde als volgt:
Zijnde een schild, waarop een zeilend scheepje in deszelfs natuurlijke kleur.
Het wapen is zoals de tekening in het register ook laat zien, geheel van natuurlijke kleur. Niet vermeld is dat het schip is omgewend, dus heraldisch naar links vaart (voor de toeschouwer naar rechts). Op de tekening zijn twee mannen te zien die het schip besturen.

## Geschiedenis
De herkomst van het wapen is onbekend. Het is in 1818 aan de gemeente verleend, dus niet bevestigd. Dit houdt vrijwel altijd in dat er geen historisch wapen was.
Abbekerk
· Akersloot
· Andijk
· Ankeveen
· Anna Paulowna
· Assendelft
· Avenhorn
· Barsingerhorn
· Beemster
· Beets
· Bennebroek
· Berkenrode
· Berkhout
· Bijlmermeer
· Blokker
· Bovenkarspel
· Broek in Waterland
· Broek op Langedijk
· Buiksloot
· Bussum
· Callantsoog
· De Rijp
· Egmond
· Egmond aan Zee
· Egmond-Binnen
· Graft
·  Graft-De Rijp
· 's-Graveland
· Groet
· Grootebroek
· Grosthuizen
· Haarlemmerliede
· Haarlemmerliede en Spaarnwoude
· Harenkarspel
· Heerhugowaard
· Hensbroek
· Hoogkarspel
· Hoogwoud
· Ilpendam
· Jisp
· Kalslagen
· Katwoude
· Koedijk
· Koog aan de Zaan
· Kortenhoef
· Krommenie
· Kwadijk
· Langedijk
· Leimuiden
· Limmen
· Marken
· Middelie
· Midwoud
· Monnickendam
· Muiden
· Naarden
· Nederhorst den Berg
· Nibbixwoud
· Niedorp
· Nieuwe Niedorp
· Nieuwendam
· Nieuwer-Amstel
· Noord-Scharwoude
· Noorder-Koggenland
· Obdam
· Oosthuizen
· Opperdoes
· Oterleek
· Oude Niedorp
· Oudendijk
· Oudkarspel
· Oudorp
· Petten
· Ransdorp
· Schardam
· Scharwoude
· Schellingwoude
· Schellinkhout
· Schermer
· Schermerhorn
· Schoorl
· Schoten
· Sijbekarspel
· Sint Maarten
· Sint Pancras
· Sloten
· Spaarndam
· Spaarnwoude
· Spanbroek
· Twisk
· Urk
· Ursem
· Veenhuizen
· Venhuizen
· Warder
· Warmenhuizen
· Waverveen
· Weesp
· Weesperkarspel
· Wervershoof
· Wester-Koggenland
· Westwoud
· Westzaan
· Wieringen
· Wieringermeer
· Wieringerwaard
· Wijdenes
. Wijdewormer
. Wijk aan Zee en Duin
· Wimmenum
· Winkel
· Wognum
· Wormer
· Wormerveer
· Zaandam
· Zaandijk
· Zeevang
· Zijpe
· Zuid-Scharwoude
· Zuid- en Noord-Schermer
· Zwaag

Dorpswapens:
Hauwert
· Volendam
· Zwaagdijk-West